# Festone (arte)

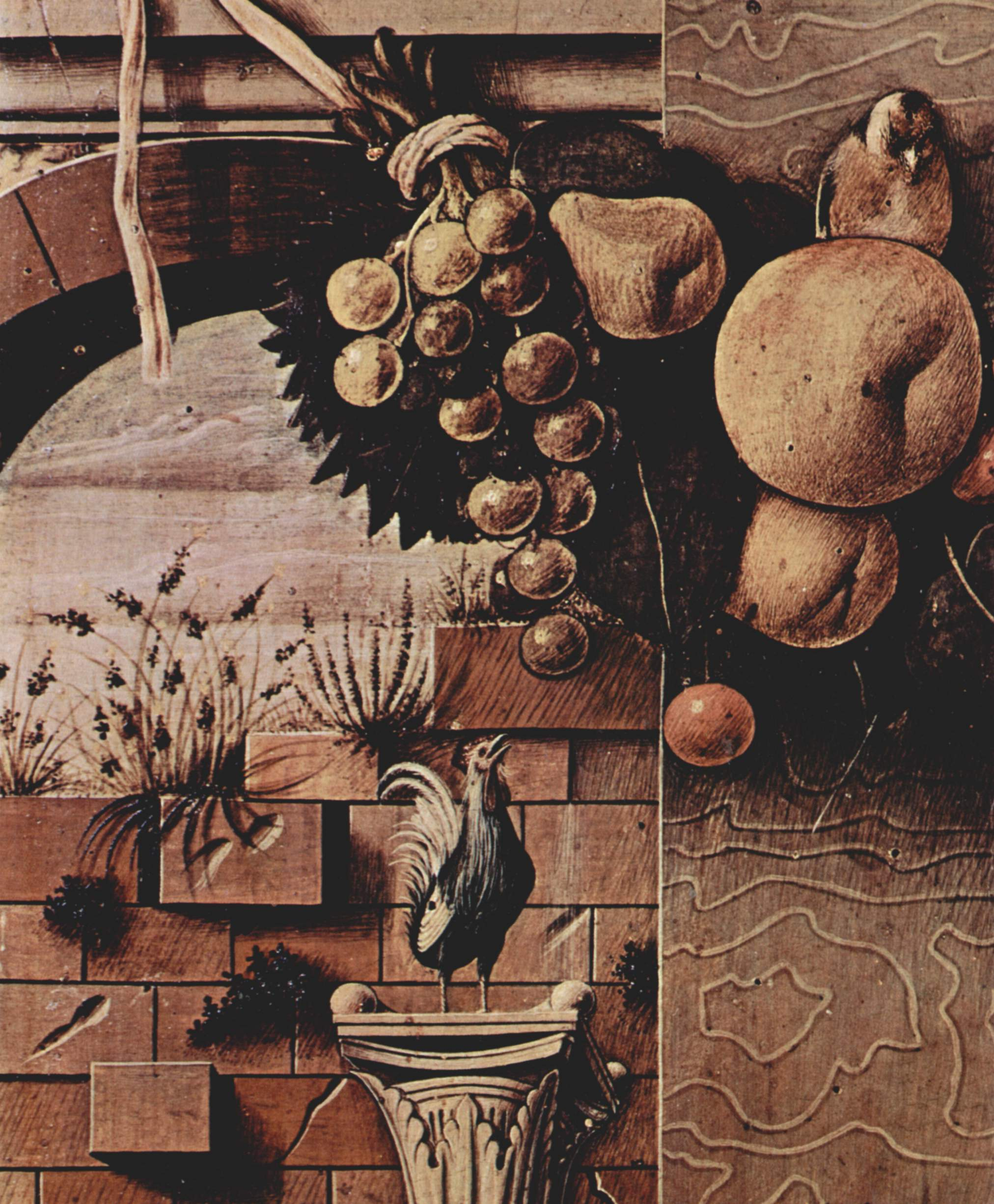
Festone (Carlo Crivelli)

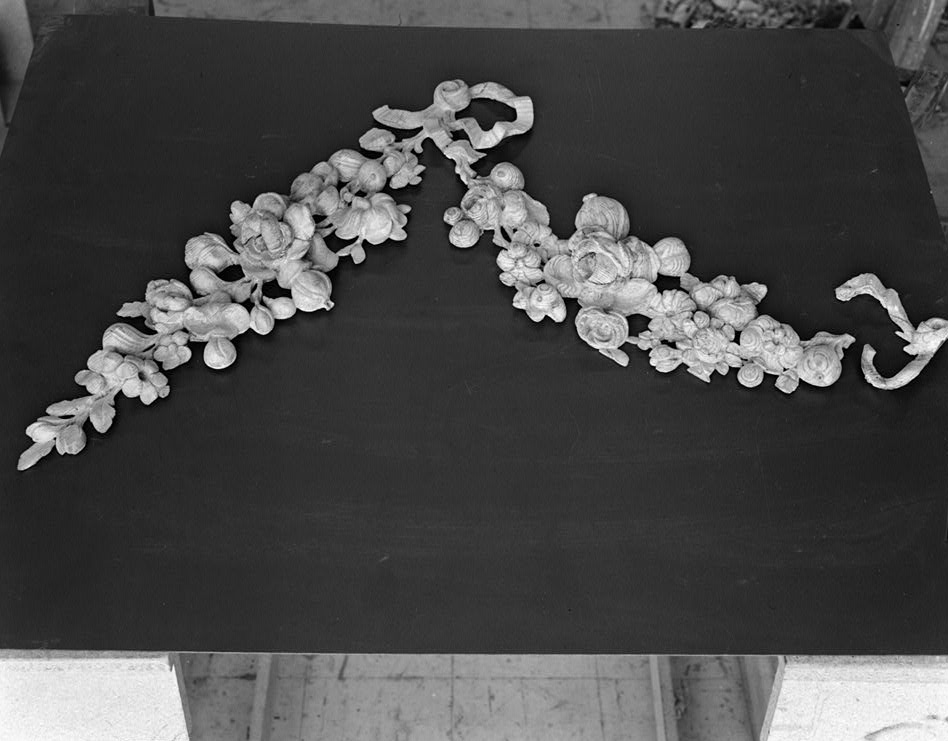
Festone da una abitazione coloniale statunitense del XVIII secolo (Hammond-Harwood House)

Il festone è un ornamento, scolpito in marmo e lavorato a stucco, composto da un intreccio di rami, di frutta, di fiori e di foglie legate con un nastro e sospese in catena tra bucrani.

## Storia
In origine il festone era un elemento decorativo naturale, creato a partire da rami, fiori e frutta naturali, che venivano appesi alle colonne dei templi o delle are. I festoni scolpiti a bassorilievo si ritrovano nell'antica Grecia a partire dal III secolo a.C. Si diffuse rapidamente in età ellenistica e fu rappresentato, oltre che in bassorilievi, anche in affreschi e in mosaici. Si diffuse a Roma e, attraverso l'arte romana, anche ai monumenti cristiani. Ebbe una fioritura in epoca rinascimentale nelle grottesche, ispirate agli affreschi romani.
In occasione del primo anniversario della marcia su Roma, l'archeologo Giacomo Boni incluse nel suo programma di festeggiamenti di carattere pagano romano anche la realizzazione di festoni e ghirlande (da lui chiamati latinamente Opus Coronarium) composti da fiori e frutta (tra cui uva e melagrane) e ispirati a quelli presenti in quadri e sculture rinascimentali, come ad esempio nelle opere di Andrea Mantegna e dei Della Robbia. Secondo Boni si tratta di un'espressione artistica propria degli antichi popoli italici che ne avrebbero tratto ispirazione per le varie forme dell'arte che sarebbero così divenute un riflesso dell'armonia divina.